# Нова Вјеска
Нова Вјеска (слч. Nová Vieska, мађ. Kisújfalu) насељено је мјесто са административним статусом сеоске општине (слч. obec) у округу Нове Замки, у Њитранском крају, Словачка Република.

## Становништво
| Година:    | 1994. | 2004.    | 2014.   | 2024.    |
| ---------- | ----- | -------- | ------- | -------- |
| Број људи: | 892   | 793      | 722     | 649      |
| Разлика:   |       | -11,09 % | -8,95 % | -10,11 % |

| Година:    | 2023. | 2024.   |
| ---------- | ----- | ------- |
| Број људи: | 665   | 649     |
| Разлика:   |       | -2,40 % |

Према подацима о броју становника из 2011. године насеље је имало 736 становника.